# 奧斯威辛猶太會堂

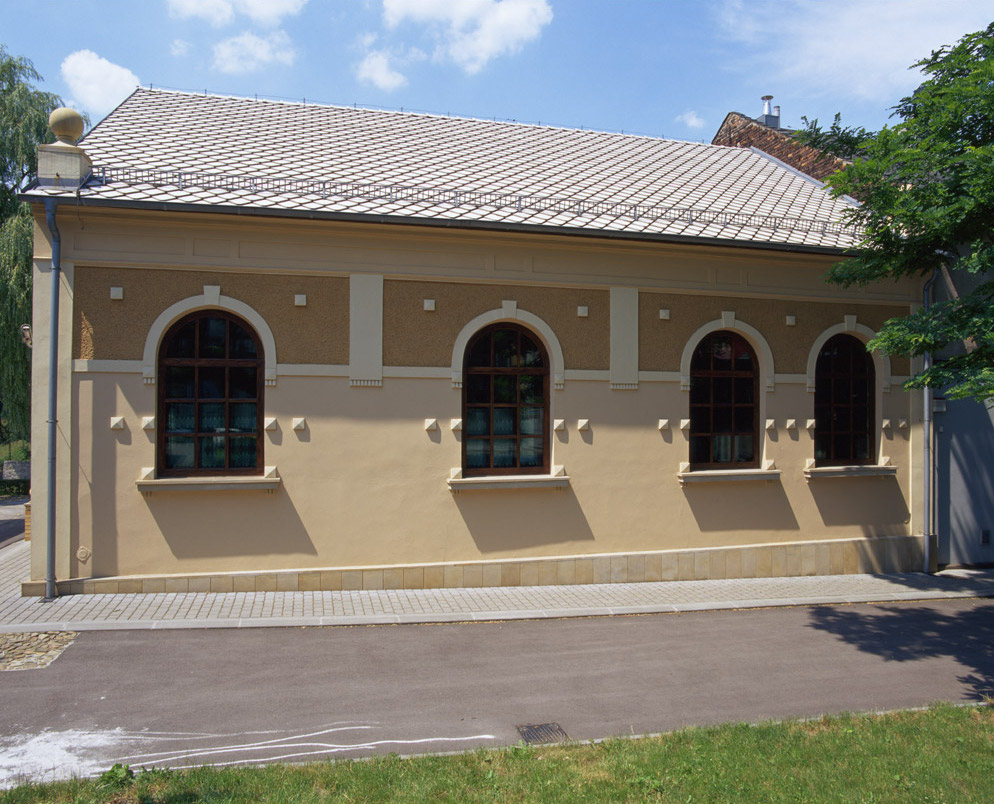
奧斯維辛猶太會堂

奧斯維辛猶太會堂（Oświęcim Synagogue）是波蘭城市奧斯維辛的一座猶太會堂，也是奧斯維辛唯一的一座仍然活躍的猶太會堂。現在奧斯維辛猶太會堂是奧斯維辛猶太人中心的一部分，包括一個猶太人博物館和教育中心。奧斯維辛猶太會堂建於約1913年時。二戰時期猶太會堂內部被納粹拆除，並改為軍火庫。二戰後，猶太會堂雖曾短暫恢復，但隨著維護人離開波蘭，此後會堂不再活躍。2000年，奧斯維辛猶太會堂重新開放。

## 外部連結
- Official Website, at www.ajcf.pl （页面存档备份，存于） （波兰語）
- Official English Language Website, at ajcf.org（页面存档备份，存于）
- Kluger family house on oshpitzin.pl （页面存档备份，存于）

50°02′25″N 19°13′13″E / 50.040347°N 19.220406°E